# 미하이 드러구슈
미하이 드러구슈(루마니아어: Mihai Drăguș, 1973년 3월 13일 ~ )는 루마니아 출신의 전 축구 선수이다. 그의 아들 데니스도 축구선수이다.

## 클럽 경력
1999년 K리그 수원 삼성 블루윙즈에 입단하여 두 시즌 동안 활약하였다. 당시 등록명은 미하이를 사용하였고 포지션은 공격수였다.
리그 17경기에 출장하여 5득점, 리그컵 4경기에 출장하여 1득점을 기록하였다.